# Astrocottus oyamai
Astrocottus oyamai är en fiskart som beskrevs av Watanabe, 1958. Astrocottus oyamai ingår i släktet Astrocottus och familjen simpor. Inga underarter finns listade.